# Stade Jef Mermans
Le stade Jef-Mermans ((nl) Jef Mermansstadion) est un stade de football situé dans Merksem dans la Province d'Anvers. 
L’enceinte est le fief du club porteur du « matricule 544 » de l’URBSFA qui a connu diverses appellations: Merksem SC, OLSE Merksem SC, Merksem SC, MerksemSC-Antwerpen Noord et K. SC City Pirates, depuis juillet 2014.
Longtemps simplement dénommé « stade communal » (Gemeentelijkestadion), il a été baptisé en l'honneur d'un héros local, l'attaquant Jef Mermans, surnommé « le Bombarbier » et qui fut trois fois meilleur buteur du Division 1 belge sous la vareuse du Sporting d'Anderlecht. Mermans a aussi totalisé 56 capes (27 buts) avec les Diables Rouges.
L'endroit a entre autres connu la Division 2 (7 saisons) et la Division 3 (19 saisons). Contrairement à d'autres vénérables enceintes, il ne porte pas les stigmates d'un lointain passé (tribunes défraîchies,...) mais a subi plusieurs rénovations, dont la plus récente est la pose d'une pelouse artificielle.

### Sources et liens externes
- (nl) Site évoquant d'anciens stades